# McCausland
McCausland é uma cidade localizada no estado americano de Iowa, no Condado de Scott.

## Demografia
Segundo o censo americano de 2000, a sua população era de 299 habitantes.
Em 2006, foi estimada uma população de 297, um decréscimo de 2 (-0.7%).

## Geografia
De acordo com o United States Census Bureau tem uma área de
1,5 km², dos quais 1,4 km² cobertos por terra e 0,1 km² cobertos por água. McCausland localiza-se a aproximadamente 234 m acima do nível do mar.

## Localidades na vizinhança
O diagrama seguinte representa as localidades num raio de 16 km ao redor de McCausland.